# الخاندرو کواروبایاس
الخاندرو کواروبایاس (انگلیسی: Alejandro Covarrubias؛ زادهٔ ۱۷ سپتامبر ۱۹۹۱) بازیکن فوتبال اهل ایالات متحده آمریکا است.
وی همچنین در تیم ملی فوتبال United States U18 بازی کرده‌است.